# Courier-MTA
Courier-MTA(クーリエエムティーエー、単にCourierと呼ばれる場合もある)は、メールサーバを構築する際に必要になるであろうSMTP/POP3/IMAP4などを軸に、電子メールを扱う上で必要と思われる機能を各種取りそろえたオープンソースの統合メール環境であり、POSIXの仕様に沿った環境であればOSを問わずに動作させることができる。
また、プロジェクトの巨大化によりMTAの範疇を大幅に超えたため、公式サイトも含め、「Courier Mail Server」という呼称が一般的となってきている。

## 概要
qmailが1.03を最後に更新されなくなっていたことをうけ、qmailの利用者が集まるコミュニティサイト上で、qmailの堅牢性と、より簡便なメールサーバを求める人々により開発が始まった。このため、Courier-MTAではMaildir形式のメールボックスや、インストール直後のオープンリレー禁止など、基本的な部分の多くにおいてqmailの実装方針に倣ったものとなっている。また、Courier-MTA標準の設定ファイルのほかに、qmailの設定ファイルである.qmail形式にも対応している。
Courier-MTAは、その名前に「MTA」と名乗っているが、メールフィルタリングを司るCourier-Maildropやメーリングリストを司るCourier-MLMを筆頭に、MUAであるテキストコンソール用のCourier-Coneやウェブメールを司るCourier-Webmailなど、電子メールというキーワードに関わるありとあらゆるものが一つに詰め込まれている。これらのプログラム群は単体での利用も可能であり、世間一般ではIMAP4を司るCourier-IMAPのみが使われている場合が多い。

## 認証システム
各種電子メールプロトコルごとに独自のプログラムを個別に用意した場合などに煩雑になりがちな認証システムを一本化する目的で、各種認証システムへのラッパーとなるCourier-Authlibと、その中枢を担い、上位プログラムの統一された入り口となる「Courier-Authdaemon」というデーモンプログラムにより、Courier-MTAの認証システムは一元的に扱うことができる。認証に用いるアカウント情報保持には、独自形式のファイルを用いる方法の他にも、LDAPディレクトリサービスやBerkeley DB、MySQL、PostgreSQLといった各種データベース管理システムを用いるためのプラグインライブラリも標準で用意されており、これらを利用することで大規模なシステムにも簡便に対応可能である。

## Courier Mail Serverのパッケージ構成物

### Courier
コアパッケージ。

### Courier Authentication Library
通称Authlib。
Courierの認証を包括するラッパーライブラリ。
このライブラリのインターフェイスに併せた実体プラグインを用意することによって、非常に容易にMySQLやPostgreSQL、LDAPなどを認証バックエンドとすることができる。

### Courier Analog
メールの送受信ログを解析するソフトウェアである。

### Courier-IMAP
IMAP4サーバーである。

### SqWebMail
WebメールCGIである。
Apacheなどにホスティングして使用する。

### maildrop
メールフィルタリングを司るソフトウェア。

### courier-sox
Socks5プロクシクライアントを構築するためのライブラリ。
もともとはCourier本体がSocks5をサポートするために開発されたものだが、汎用性が極めて高いため単体パッケージとなった。

### Cone
テキストベースの電子メールクライアント。
各種UNIXのコンソール上で動作する。